# Édouard Poncelet
Édouard Poncelet, né le 11 décembre 1865 à Liège, où il meurt le 11 mars 1947 , est un archiviste et historien belge.

## Biographie
Édouard-Clément-Antoine né le 11 décembre 1865 à Liège d'une famille bourgeoise. Il débute sa première candidature à la faculté de philosophie et lettres de l'université de Liège mais rejoint son oncle, Stanislas Bormans aux Archives de l'État à Liège en juillet 1884. Il ne présente les examens de seconde année qu'en 1887 et ne passe pas le doctorat.
Autodidacte, il devient un expert de l'histoire de la principauté de Liège et du comté de Hainaut. Ainsi, il travaille sur l'édition des œuvres du chroniqueur liégeois Jacques de Hemricourt et publie de nombreux articles sur l'histoire des sceaux (notamment ceux des villes de la province de Hainaut, de la province de Liège et des princes-évêques). 
Le 8 décembre 1894, Édouard Poncelet entre aux Archives de l'État à Mons en tant que conservateur-adjoint. Le 23 septembre 1898 succède à Léopold Devillers au poste de conservateur et le resta pendant presque 30 ans. 
Il est membre de la Commission royale d'histoire dont il devint président le 9 janvier 1933 jusqu'à sa mort. Il est également membre de plusieurs associations historiques :
- Commission administrative du Musée de la Vie wallonne
- Société d'Art et d'Histoire du Diocèse de Liège
- Institut archéologique liégeois
- Société des Bibliophiles liégeois
- Cercle archéologique de Mons
- Société des Bibliophiles belges
- Société des Sciences, des Arts et des Lettres du Hainaut
- Cercle archéologique d'Enghien
- Commission royale pour la publication des anciennes lois et ordonnances
- Commission communale d'Histoire liégeoise

Sa diligence professionnelle a été telle - selon la nécrologie de Paul Harsin - qu'il est « mort la plume à la main ». Il meurt célibataire le 11 mars 1947 .

## Publications

### Ouvrages
- Le livre des fiefs de l'église de Liège sous Adolphe de La Marck, Bruxelles, Hayez, 1898, LXVIII - 745 p. (lire en ligne), p. XVIII
- Inventaire analytique des chartes de la collégiale de Sainte-Croix à Liège, t. 1, Bruxelles, M. Weissenbruch, 1911, 566 p. (lire en ligne), p. 12
- Cartulaire de l'église Saint-Lambert de Liège, t. V, Bruxelles, Hayez, 1913
- Camille de Borman, Œuvres de Jacques de Hemricourt, t. II : Le Miroir des Nobles de Hesbaye : Codex diplomaticus et tableaux généalogiques, Bruxelles, Kiessling, 1925, 496 p. (lire en ligne)
- Camille de Borman et Alphonse Bayot, Œuvres de Jacques de Hemricourt, t. III : Le Traité des Guerres d'Awans et de Waroux, Le Patron de la temporalité et Manuscrits et Éditions des Œuvres de J. de Hemricourt, Bruxelles, Lamertin, 1931, CDLXIII-481 p. (lire en ligne)
- Cartulaire de l'église Saint-Lambert de Liège, t. VI, Bruxelles, M. Lamertin, 1933, 488 p.
- Les sceaux et les chancelleries des prince-évêque de Liége, Liège, 1938

### Articles
- « La seigneurie de Saive », Bulletin de l'institut archéologique liégeois, Liège, t. XXII,‎ 1891, p. 251-433 (ISSN 0776-1260, lire en ligne)

- « Comptes de bourreau, 1753 environ », Bulletin de l'institut archéologique liégeois, Liège, t. XXIII,‎ 1892, p. 476 (ISSN 0776-1260, lire en ligne)

- « La seigneurie de Tignée », Bulletin de l'institut archéologique liégeois, Liège, t. XXIII,‎ 1892, p. 115-189 (ISSN 0776-1260, lire en ligne)

- « Le prince de Rohan, mambour du pays de Liège », Bulletin de l'institut archéologique liégeois, Liège, t. XXIII,‎ 1892, p. 491 (ISSN 0776-1260, lire en ligne)

- « Mélanges : Ordonnance du XIVe siècle », Bulletin de l'institut archéologique liégeois, Liège, t. XXIII,‎ 1892, p. 469 (ISSN 0776-1260, lire en ligne)

- « Missel sur parchemin exécuté par ordre de Robert de Berghes en 1560 », Bulletin de l'institut archéologique liégeois, Liège, t. XXIII,‎ 1892, p. 471 (ISSN 0776-1260, lire en ligne)

- « Projet d'élevage des vers à soie au pays de Liège, 1775 », Bulletin de l'institut archéologique liégeois, Liège, t. XXIII,‎ 1892, p. 485 (ISSN 0776-1260, lire en ligne)

- « Projet d'emprunt, 1764 », Bulletin de l'institut archéologique liégeois, Liège, t. XXIII,‎ 1892, p. 484 (ISSN 0776-1260, lire en ligne)

- « Supplique de Lambert Boniver pour rétablissement d'une verrerie à Chênée, 1754 », Bulletin de l'institut archéologique liégeois, Liège, t. XXIII,‎ 1892, p. 479 (ISSN 0776-1260, lire en ligne)

- « Taxe des salaires en 1588 », Bulletin de l'institut archéologique liégeois, Liège, t. XXIII,‎ 1892, p. 472 (ISSN 0776-1260, lire en ligne)

- « Tir à l'arc accordé aux habitants de Verviers, 1755 », Bulletin de l'institut archéologique liégeois, Liège, t. XXIII,‎ 1892, p. 481 (ISSN 0776-1260, lire en ligne)

- « Deux pièces de vers du XVIe siècle », Bulletin de l'institut archéologique liégeois, Liège, t. XXIV,‎ 1895, p. 119-122 (ISSN 0776-1260, lire en ligne)

- « Le comté de Beaurieux », Bulletin de l'institut archéologique liégeois, Liège, t. XXIV,‎ 1895, p. 385-486 (ISSN 0776-1260, lire en ligne)

- « Mélanges : Dépenses de la cité de Liège en 1009 », Bulletin de l'institut archéologique liégeois, Liège, t. XXIV,‎ 1895, p. 107 (ISSN 0776-1260, lire en ligne)

- « Les sceaux de la cité de Liège », Bulletin de l'institut archéologique liégeois, Liège, t. XXVI,‎ 1897, p. 165-176 (ISSN 0776-1260, lire en ligne)

- « Les trente-deux banneresses de la cité de Liège », Bulletin de l'institut archéologique liégeois, Liège, t. XXVI,‎ 1897, p. 53-72 (ISSN 0776-1260, lire en ligne)

- « Les bons métiers de la cité de Liège », Bulletin de l'institut archéologique liégeois, Liège, t. XXVIII,‎ 1899, p. 1-220 (ISSN 0776-1260, lire en ligne)

- « Le monastère de Bernardfagne dit de Saint-Roch », Bulletin de la Société d'art et d'histoire du diocèse de Liège, t. XIII,‎ 1902, p. 143-295 (lire en ligne)

- « Les maréchaux d'armée de l'évêché de Liège », Bulletin de l'institut archéologique liégeois, Liège, t. XXXII,‎ 1902, p. 111-333 (ISSN 0776-1260, lire en ligne)

- « Trois documents relatifs à la paroisse de Wandre », Bulletin de la Société d'art et d'histoire du diocèse de Liège, t. XIII,‎ 1902, p. 97-107 (lire en ligne)
- « Sceaux et armoiries des Villes, Communes et Juridictions du Hainaut ancien et moderne. Sceaux communaux conservés aux Archives de l'état à Mons (1) », Annales du Cercle Archéologique de Mons, vol. XXXIII,‎ 1903-1904, p. 129-240 (lire en ligne)
- « Sceaux et armoiries des Villes, Communes et Juridictions du Hainaut ancien et moderne. Sceaux communaux conservés aux Archives de l'état à Mons (2) », Annales du Cercle Archéologique de Mons, vol. XXXIV,‎ 1904-1905, p. 112-304 (lire en ligne)
- « Sceaux et armoiries des Villes, Communes et Juridictions du Hainaut ancien et moderne. Sceaux communaux conservés aux Archives de l'état à Mons (3) », Annales du Cercle Archéologique de Mons, vol. XXXV,‎ 1905-1906, p. 160-336 (lire en ligne)
- « Sceaux et armoiries des Villes, Communes et Juridictions du Hainaut ancien et moderne. Sceaux communaux conservés aux Archives de l'état à Mons (4) », Annales du Cercle Archéologique de Mons, vol. XXXVI,‎ 1906-1907, p. 160-263 (lire en ligne)
- « Sceaux et armoiries des Villes, Communes et Juridictions du Hainaut ancien et moderne. Sceaux communaux conservés aux Archives de l'état à Mons (5) », Annales du Cercle Archéologique de Mons, vol. XXXVII,‎ 1907-1908, p. 17-95 (lire en ligne)

- « Sigillographie liégeoise. Sceau d'Ailid, dame de Jeneffe, avouée de Huy », Chronique archéologique du pays de Liège, t. III, no 5,‎ mai 1908, p. 46-47 (lire en ligne)

- « Sigillographie liégeoise. Sceau du lignage de Dommartin », Chronique archéologique du pays de Liège, t. III, no 2,‎ février 1908, p. 18-19 (lire en ligne)

- « Le carillon de Saint-Barthélemy en 1787 », Chronique archéologique du pays de Liège, t. IV, no 5,‎ mai 1909, p. 41-42 (lire en ligne)

- « Sigillographie liégeoise. Sceau de la léproserie de Huy », Chronique archéologique du pays de Liège, t. IV, no 12,‎ décembre 1909, p. 106-108 (lire en ligne)

- « Sigillographie liégeoise. Sceau de Marie de Fexhe, veuve de Nicolas Flockelet », Chronique archéologique du pays de Liège, t. IV, no 1,‎ janvier 1909, p. 6-7 (lire en ligne)

- « Sigillographie liégeoise. Sceau de Humbert Corbeau, seigneur d'Awans, 1245 », Chronique archéologique du pays de Liège, t. V, no 7,‎ juillet 1910, p. 73-75 (lire en ligne)

- « Sigillographie liégeoise. Scel échevinal de Hamoir et Xhignesse, 1612 », Chronique archéologique du pays de Liège, t. VI, no 11,‎ novembre 1911, p. 119-120 (lire en ligne)

- « Pièces de vers sur le cours des monnaies (1750) », Chronique archéologique du pays de Liège, t. VIII, nos 8-9-10,‎ août-septembre-octobre 1913, p. 88-98 (lire en ligne)

- « Sigillographie liégeoise. Sceau de l'abbaye de Cornillon, 1260 », Chronique archéologique du pays de Liège, t. VIII, no 6,‎ juin 1913, p. 67-68 (lire en ligne)

- « Sigillographie liégeoise. Sceau du maître Pierre, écolâtre de Saint-Lambert, 1221-1231 », Chronique archéologique du pays de Liège, t. IX, no 6,‎ juin 1914, p. 69-72 (lire en ligne)
- « L'avouerie de la Cité de Liège », Bulletin Société Art et Histoire, t. 23,‎ 1931
- « Badarstrée et l'archidiacre Badard », Chronique archéologique du pays de Liège, t. XXIV, no 4,‎ octobre-décembre 1933, p. 67

- « Sceau de l'abbaye de Beaurepart, à Liège », Chronique archéologique du pays de Liège, t. XXIV, no 2,‎ avril-juin 1933, p. 33-36 (lire en ligne)

- « Sceau de l'Académie anglaise de Liège », Chronique archéologique du pays de Liège, t. XXIV, no 1,‎ janvier-mars 1933, p. 10-13 (lire en ligne)

- « Sceau du collège des médecins de Liège », Chronique archéologique du pays de Liège, t. XXIV, no 2,‎ avril-juin 1933, p. 265-266 (lire en ligne)

- « Les architectes de la cathédrale Saint-Lambert de Liège », Chronique archéologique du pays de Liège, t. XXV, no 1,‎ janvier-février 1934, p. 44 (lire en ligne)

- « Liste chronologique d'actes concernant les métiers et confréries de la cité de Liège : I. Le bon métier des fèvres (pp. 310 à 343). », Annuaire d'Histoire Liégeoise, t. I, no 5,‎ 1937, p. 306-343, article no 25 (ISSN 0304-0771, OCLC 183358507)

- « Liste chronologique d'actes concernant les métiers et confréries de la cité de Liège : II.  Le bon métier des charliers (pp. 8 à 19). III. Le bon métier des cherwiers (pp. 19 à 24). IV. Le bon métier des meuniers (pp. 25 à 33). V.   Le bon métier des boulangers (pp. 34 à 66). », Annuaire d'Histoire Liégeoise, t. II, no 6,‎ 1938, p. 8-66, article no 31 (ISSN 0304-0771, OCLC 183358507)
- « Les sceaux et les chancelleries des princes-évêques de Liège », Société des Bibliophiles liégeois, no 16,‎ 1938
- « In Memoriam : Gustave Kleyer », Annuaire d'Histoire Liégeoise, t. II, no 7,‎ 1939, p. 195-196, article no 42 (ISSN 0304-0771, OCLC 183358507)

- « Liste chronologique d'actes concernant les métiers et confréries de la cité de Liège : VI.        Le bon métier des vignerons (pp. 87 à l 00). VII.      Le bon métier des houilleurs (pp. .1 01 à 107). VIII.    Le bon métier des pêcheurs (pp. 107 à 114). IX.        Le bon métier des cuveliers et des sclaideurs (pp. 114 à 132). », Annuaire d'Histoire Liégeoise, t. II, no 7,‎ 1939, p. 87-132, article no 36 (ISSN 0304-0771, OCLC 183358507)

- « Notes de folklore matrimonial au pays de Liège », Annuaire d'Histoire Liégeoise, t. II, no 7,‎ 1939, p. 161-169, article no 39 (ISSN 0304-0771, OCLC 183358507)

- « Notes de topographie liégeoise. Souverain Pont et le Vivier de Sur Meuse », Annuaire d'Histoire Liégeoise, t. II, no 7,‎ 1939, p. 170-190, article no 40 (ISSN 0304-0771, OCLC 183358507)

- « Le combat du faubourg Saint-Léonard, à Liège, 27 octobre 1468 », Annuaire d'Histoire Liégeoise, t. II, no 8,‎ 1940, p. 268-295, article no 44 (ISSN 0304-0771, OCLC 183358507)

- « Liste chronologique d'actes concernant les métiers et confréries de la cité de Liège : X.      Le bon métier des porteurs (pp. 203 à 234). XI.    Le bon métier des brasseurs (pp. 235 à 267). », Annuaire d'Histoire Liégeoise, t. II, no 8,‎ 1940, p. 203-267, article no 43 (ISSN 0304-0771, OCLC 183358507)

- « Notes de topographie liégeoise (2e série) : Le rivage  du  Cheval  ou  Chevaurive  (341 -350). Maisons de Liège relevant de la seigneurie d'Avroy (350-359) », Annuaire d'Histoire Liégeoise, t. II, no 8,‎ 1940, p. 341-359, article no 48 (ISSN 0304-0771, OCLC 183358507)

- « Liste chronologique d'actes concernant les métiers et confréries de la cité de Liège : XII.      Le bon métier des drapiers (pp. 396 à 456). XIII.   Le bon métier des retondeurs et banseliers (pp. 457 à 466). », Annuaire d'Histoire Liégeoise, t. II, no 9,‎ 1941, p. 397-466, article no 50 (ISSN 0304-0771, OCLC 183358507)

- « Notes de topographie liégeoise (Je série). La Sauvenière et sa cour des pairs », Annuaire d'Histoire Liégeoise, t. II, no 9,‎ 1941, p. 483 -491, article no 52 (ISSN 0304-0771, OCLC 183358507)

- « Liste chronologique d'actes concernant les métiers et confréries de la cité de Liège : XIV.  Le bon métier des entretailleurs de drap (pp. 509 à 526). XV.     Le bon métier des vieux-wariers (pp. 526 à 535). XVI.  Le bon métier des vairenxhohiers ou pelletiers (pp. 535 à 543). », Annuaire d'Histoire Liégeoise, t. II, no 10,‎ 1942, p. 509-543, article no 55 (ISSN 0304-0771, OCLC 183358507)

- « Liste chronologique d'actes concernant les métiers et confréries de la cité de Liège : XVII.     Le bon métier des soyeurs (pp. 7 à 16). XVIII.  Le bon métier des naiveurs (pp. 17 à 45). XIX.       Le bon métier des mairniers (pp. 45 à 56). », Annuaire d'Histoire Liégeoise, t. III, no 11,‎ 1943, p. 7-56, article no 58 (ISSN 0304-0771, OCLC 183358507)

- « Liste chronologique d'actes concernant les métiers et confréries de la cité de Liège : XX.       Le bon métier des charpentiers (pp. 131 à 153). XXI.     Le bon métier des couvreurs (pp. 154 à 163). XXII.   Le bon métier des maçons (pp. 164 à 182). », Annuaire d'Histoire Liégeoise, t. III, no 12,‎ 1944, p. 131-182, article no 64 (ISSN 0304-0771, OCLC 183358507)

- « Liste chronologique d'actes concernant les métiers et confréries de la cité de Liège : XXIII.  Le bon métier des corduaniers (pp. 374 à 385). XXIV.  Le bon métier des corbesiers (pp. 386 à 390). », Annuaire d'Histoire Liégeoise, t. III, no 13,‎ 1945, p. 374-390, article no 69 (ISSN 0304-0771, OCLC 183358507)

- « Liste chronologique d'actes concernant les métiers et confréries de la cité de Liège : XXV.  Le bon métier des texheurs ou tisserands de toile (pp. 447 à 455). XXVI. Le bon métier des cureurs et toiliers (pp. 456 à 458). XXVII. Le bon métier des harengiers et fruitiers (pp. 458 à 467). XXVIII . Le bon métier des bouchers dits mangons (pp. 467 à 497). », Annuaire d'Histoire Liégeoise, t. III, no 14,‎ 1946, p. 447 -497, article no 74 (ISSN 0304-0771, OCLC 183358507)

- « Liste chronologique d'actes concernant les métiers et confréries de la cité de Liège : XXIX.      Le bon métier des tanneurs (pp. 575 à 610). XXX.        Le bon métier des chandelons et floqueniers (pp. 6 10 à 619). XXXI.      Le bon métier des merciers (pp. 619 à 633). Annexe. Métier des chapeliers (pp. 634 à 642). XXXII.    Le bon métier des orfèvres (pp. 642 à 662). », Annuaire d'Histoire Liégeoise, t. III, no 15,‎ 1947, p. 575-662, article no 80 (ISSN 0304-0771, OCLC 183358507)

- « La cessation de la vie commune dans les églises canoniales à Liège », Annuaire d'Histoire Liégeoise, t. IV, no 20,‎ 1952, p. 613-648, article no 102 (ISSN 0304-0771, OCLC 183358507)